# Malata
Malata is een bestuurslaag in het regentschap West-Soemba van de provincie Oost-Nusa Tenggara, Indonesië. Malata telt 2203 inwoners (volkstelling 2010).